# Elspet Gray
Elspeth Jean Gray, Baroness Rix, née MacGregor-Gray le 12 avril 1929 à Inverness et morte le 18 février 2013 à Londres, est une actrice de télévision écossaise.

## Biographie
Elle est connue pour son rôle de Mrs Palmer, dans la comédie Solo, avec Felicity Kendal, pour son rôle de Lady Collingford dans la série télévisée Temporel et pour ses rôles dans les séries L'Hôtel en folie et La Vipère noire.
Elspet Gray s'est mariée avec l'acteur Brian Rix.